# Manyas Gölü
Der Manyas Gölü (dt.: „See von Manyas“), auch Aphnitis Limne, Manyas Kuş Gölü oder Kuş Gölü („Vogel-See“) genannt (antiker Name Daskylitis-See oder Μιλητουπολῖτις λίμνη, Miletopolitis lacus, See von Miletopolis), ist ein Binnensee in der türkischen Provinz Balıkesir.
Er hat eine Größe von 176 km², eine Breite von 11 km und ist maximal 4 m tief. Sein turkmenischer Name bedeutet „nicht so tief“. Im Winter finden sich zahlreiche Wasservögel auf dem See ein, z. B. Enten, Schwäne, Kormorane und Pelikane. Fischfang ist mit einer Konzession möglich. Die Vielfalt an Wasservögeln und Fischen ist wegen der Verschmutzung des Sees durch Industrie gefährdet.
Eine weitere Gefahr ist die Geflügelpest („Vogelgrippe“). 2005 wurden erste Vögel im Dorf Kızıksa von der Vogelgrippe H5N1 heimgesucht. Am 13. Oktober 2005 wurde der A/H5N1-Virus bestätigt; die EU erließ ein Einfuhrverbot für Geflügel.
Die Zoologen Leonore und Curt Kosswig identifizierten den See 1938 als Vogelparadies. Auf ihre Initiative wurde 1952 eine Beobachtungsstation eingerichtet. 1959 wurde der Kuş Cenneti Milli Parkı (Nationalpark Vogelparadies) gegründet, der erste Nationalpark der Türkei, 1975 erweitert und 1977 auf den gesamten See ausgedehnt. Dieser Schutz konnte eine erhebliche Giftbelastung durch die Industrie der Umgebung jedoch nicht verhindern: Heute ist das einstige Vogelparadies kaum noch existent.
In der Nähe liegt Daskyleion, eine antike Siedlung aus dem Jahr 700 v. Chr., die bis zur byzantinischen Zeit bewohnt war. In den Dörfern um den See hat sich eine ethnisch gemischte Bevölkerung von Pomaken, Kosaken und Kabardinern angesiedelt, die vorwiegend Fischfang betreibt.

## Zwischenfälle
- Am 19. November 1951 stürzte ein Transportflugzeug des Typs  Douglas DC-3/C-47B-5-DK der türkischen Luftstreitkräfte (Luftfahrzeugkennzeichen CBK-016) in den See Manyas Gölü. Dabei kamen 4 Insassen ums Leben. Das Flugzeug wurde zerstört.[3]